# Lamar Hunt U.S. Open Cup 2022
La U.S. Open Cup 2022 fue la edición número 107 de la U.S. Open Cup, una competición a eliminación directa en el fútbol estadounidense. Después de que las competencias de 2020 y 2021 fueran suspendidas y finalmente canceladas debido a la pandemia de covid-19, la Federación de Fútbol de los Estados Unidos anunció que la edición de 2022 se extendería desde marzo hasta mediados de septiembre de ese año. La edición 2022 contó con 103 clubes.
El 22 de diciembre de 2021, U.S. Soccer anunció el formato final para el torneo de 2022, con dos cambios importantes con respecto a ediciones anteriores. Primero, todos los equipos profesionales elegibles de la División II y la División III entraron en la segunda ronda. En segundo lugar, los equipos de la MLS tuvieron su entrada escalonada: 17 equipos entraron en la tercera ronda, y los 8 equipos restantes (4 que jugaron en la Liga de Campeones de la Concacaf 2022, y los siguientes 2 equipos mejor posicionados en las Conferencias Este y Oeste) entraron en la fase de dieciseisavos de final.
Por primera vez desde 2017, varias ligas de la misma división compitieron en la Open Cup. USL League One, de la División III, compitió junto a equipos de MLS Next Pro y la National Independent Soccer Association (NISA).
Atlanta United partió como el campeón defensor, habiendo ganado el torneo de 2019. El ganador del torneo fue Orlando City, que ganó su primer título en la competición.

## Calendario
| Ronda            | Fecha de sorteo       | Fechas de partidos           | Equipos que entran | Total de equipos |
| ---------------- | --------------------- | ---------------------------- | --- | ---------------- |
| Primera ronda    | 2 de febrero de 2022  | 22 y 23 de marzo de 2022     | 11 equipos de la Clasificación local amateur Campeón de la National Amateur Cup 2021 10 equipos de la NPSL 10 equipos de la USL2                      | 32               |
| Segunda ronda    | 11 de febrero de 2022 | 5 al 7 de abril de 2022      | 16 ganadores de la Primera ronda 23 equipos de la USL Championship 2 equipos de la MLS Next Pro 10 equipos de la NISA 11 equipos de la USL League One | 62               |
| Tercera ronda    | 8 de abril de 2022    | 19 y 20 de abril de 2022     | 31 ganadores de la Segunda ronda 17 equipos de la MLS                                                                                                 | 48               |
| Cuarta ronda     | 21 de abril de 2022   | 10 y 11 de mayo de 2022      | 24 ganadores de la Tercera ronda 8 equipos de la MLS                                                                                                  | 32               |
| Octavos de final | 12 de mayo de 2022    | 25 de mayo de 2022           | 16 ganadores de la Cuarta ronda | 16               |
| Cuartos de final | 12 de mayo de 2022    | 21, 22 y 29 de junio de 2022 | 8 ganadores de los octavos de final | 8                |
| Semifinales      | 23 de junio de 2022   | 27 de julio de 2022          | 4 ganadores de los cuartos de final | 4                |
| Final            | 23 de junio de 2022   | 7 de septiembre de 2022      | 2 ganadores de las semifinales | 2                |

## Equipos participantes
| Entrando en Primera ronda | Entrando en Primera ronda | Entrando en Segunda ronda | Entrando en Segunda ronda | Entrando en Tercera ronda | Entrando en Cuarta ronda |
| Open Division | Open Division | División III | División II | División I | División I |
| USCS/USASA/USSSA/ANFEEU 12 equipos | NPSL/USL2 20 equipos | MLS Next Pro/NISA/USL1 23 equipos | USL Championship 23 equipos | MLS 25 equipos | MLS 25 equipos |
| National Amateur Cup - Lansdowne Yonkers FC (EPSL) Clasificación local amateur - Azteca FC (Colo SL) - Brockton FC United (BSSL) - City Soccer FC (NSL) - Contra Costa FC (NPSL) - D'Feeters Kicks Soccer Club (RL) - Escondido FC (UPSL) - Lynchburg FC (UPSL) - Northern Virginia FC (EPSL) - Orlando FC Wolves (NSL) - Oyster Bay United FC (UPSL) - San Fernando Valley FC (UPSL) | NPSL - Cleveland SC - Denton Diablos FC - Georgia Revolution FC - Hartford City FC - Las Vegas Legends - Miami United FC - Minneapolis City SC - FC Motown$ - Southern States Soccer Club - Tulsa Athletic USL2 - Chicago FC United - Des Moines Menace - North Carolina Fusion U23 - Ocean City Nor'easters - Park City Red Wolves SC - Portland Timbers U23s - South Carolina United - The Villages SC - West Chester United SC - Western Mass Pioneers | MLS Next Pro - Rochester New York FC - St. Louis City SC 2 NISA - Albion San Diego - Bay Cities FC - California United Strikers FC - Chattanooga FC - Flower City Union - Los Angeles Force - Maryland Bobcats FC - Michigan Stars FC - AC Syracuse Pulse - Valley United FC USL1 - Central Valley Fuego FC - Charlotte Independence - Chattanooga Red Wolves SC - Forward Madison FC - Greenville Triumph SC - North Carolina FC - Northern Colorado Hailstorm FC - Richmond Kickers - South Georgia Tormenta FC - FC Tucson - Union Omaha | - Birmingham Legion FC - Charleston Battery - Colorado Springs Switchbacks FC - Detroit City FC - El Paso Locomotive FC - Hartford Athletic - Indy Eleven - Las Vegas Lights FC - Louisville City FC - Memphis 901 FC - Miami FC - Monterey Bay FC - New Mexico United - Oakland Roots SC - Orange County SC - Phoenix Rising FC - Pittsburgh Riverhounds SC - Rio Grande Valley FC - Sacramento Republic FC - San Antonio FC - San Diego Loyal SC - Tampa Bay Rowdies - FC Tulsa | - Atlanta United FC - Austin FC - Charlotte FC - Chicago Fire FC - FC Cincinnati - Columbus Crew - D.C. United - FC Dallas - Houston Dynamo FC - Inter Miami CF - Los Angeles FC - LA Galaxy - Minnesota United FC - New York Red Bulls - Orlando City SC - Real Salt Lake - San Jose Earthquakes | - Colorado Rapids - Nashville SC - New England Revolution - New York City FC - Philadelphia Union - Portland Timbers - Seattle Sounders FC - Sporting Kansas City |

- En cursiva los equipos debutantes.

### Premios
| Logro                               | Premio   |
| ----------------------------------- | -------- |
| $: Avance de ronda (según división) | $25 000  |
| $$: Subcampeón                      | $100 000 |
| $$$: Campeón                        | $300 000 |

## Primera ronda
En la Primera Ronda, los equipos amateurs, de la National Amateur Cup, de la NPSL y de la USL2 se emparejaron de manera geográfica, enfrentando a los equipos más cerca unos de otros. 
El sorteo de la Primera Ronda, incluidas las fechas y horarios de los partidos, se celebró el 2 de febrero de 2022.
| 22 de marzo de 2022 | Cleveland SC (NPSL)                     | 2–1 (t. s.) | Chicago FC United (USL2) | Berea, Ohio                                          |  |
| 7:15 p. m. EDT      | - Michael Derezic 90' - Vinny Bell 107' | Reporte     | - Mounir Alami 17'       | Estadio: George Finnie Stadium Árbitro: Austin Saini |  |

| 22 de marzo de 2022 | Hartford City FC (NPSL) | 0–3     | Oyster Bay United FC (LQ)                                   | Hartford, Connecticut                                  |  |
| 7:30 p. m. EDT      |                         | Reporte | - Junior Rosero 16' - Franco Paz 32' - Sebastián Ruiz 45+2' | Estadio: Trinity Health Stadium Árbitro: Jeremy Scheer |  |

| 22 de marzo de 2022 | The Villages SC (USL2) | 6–0     | Orlando FC Wolves (LQ) | Summerfield, Florida                                   |  |
| 7:30 p. m. EDT      | - Juan Felipe Rojas 12' - Rafael Vacas Barba 21', 63' - Daniel Farias de Oliveira 41' - Jose Victor Rua France 57' - Payton Rausch 84' | Reporte |                        | Estadio: The Villages SC Complex Árbitro: Wesley Costa |  |

| 22 de marzo de 2022 | Denton Diablos FC (NPSL)                                                             | 2–3     | D'Feeters Kicks Soccer Club (LQ)                                                   | Denton, Texas                                               |  |
| 7:30 p. m. CDT      | - Julio Vargas 10' - Brandon Cerda 40' - Alejandro Estrada 70' - Carlos Flores 90+2' | Reporte | - Sebastian Mendez 24' - Miles Byass 32' - Steven Chavez 45' - Adrian Renteria 54' | Estadio: Mean Green Soccer Stadium Árbitro: Gloria Resendiz |  |

| 22 de marzo de 2022 | Southern States SC (NPSL)                        | 3–1     | Georgia Revolution FC (NPSL) | Hattiesburg, Misisipi                       |  |
| 7:30 p. m. CDT      | - Jean Rivera 26' - Thomas Roy Shepherd 65', 73' | Reporte | - Karim Tmimi 82'            | Estadio: The Oakes Árbitro: Muhammad Hassan |  |

| 23 de marzo de 2022 | San Fernando Valley FC (LQ)                                                                  | 6–2     | Escondido FC (LQ)                 | Encino, California                                              |  |
| 2:45 p. m. PDT      | - Tomas Bosuel 29', 62', 68' - Irvin Rivas 43' - Giancarlo Ponciano 47' - Ramiro Hermida 90' | Reporte | - David A. Martín 45' (pen.), 79' | Estadio: Sepulveda Basin Sports Complex Árbitro: Trevor Wiseman |  |

| 23 de marzo de 2022 | Ocean City Nor'easters (USL2)   | 1–1 (t. s.) (3–4 p)                                                                                   | Lansdowne Yonkers FC (NAC) | Ocean City, New Jersey |  |
| 7:00 p. m. EDT | Pablo Da Silva Marquez 8', 118' | Reporte                                                                                               | Shamir Mullings 12'        | Estadio: Carey Stadium |  |
| |                                 | Penaltis                                                                                              |                            |                        |  |
| - Adam Sternberger - Kevin Curran - Emanuel de Jesus Teixeira - Nico Tramontana - Kyle Galloway - Leandro Tiago Louro da Silva |                                 | - Andrew Sousa - Joseph Devivo - Yohance Alexander - Kyle Parish - Johan Mauritzson - Shamir Mullings |                            |                        |  |

| 23 de marzo de 2022 | South Carolina United FC (USL2) | 0–1     | North Carolina Fusion U23 (USL2) | Columbia, South Carolina     |  |
| 7:30 p. m. EDT |                                 | Reporte |                                  | Estadio: SEFL Soccer Complex |  |
| Nota: South Carolina United perdió el partido después de fallar en una verificación de la lista previa al juego, y el resultado oficial es una victoria por 1-0 para North Carolina Fusion. Los dos equipos eligieron jugar un amistoso, que terminó con una victoria por 3-1 en t.s. para North Carolina. |                                 |         |                                  |                              |  |

| 23 de marzo de 2022 | Miami United FC (NPSL)                                    | 3–1     | City Soccer FC (LQ)  | Hialeah, Florida               |  |
| 7:30 p. m. EDT      | - Robertino Insúa 79' - Lucas Espindola 83', 90+5' (pen.) | Reporte | - Oscar E. Reyes 82' | Estadio: Ted Hendricks Stadium |  |

| 23 de marzo de 2022 | Western Mass Pioneers (USL2)                                             | 2–0     | Brockton FC United (LQ) | Ludlow, Massachusetts     |  |
| 7:30 p. m. EDT      | - Gabriel Vitalino Ganzer 48' - Joshua Calderón 71' - Jacob Mannix 90+5' | Reporte | - Rudney Delgado 44'    | Estadio: Lusitano Stadium |  |

| 23 de marzo de 2022 | Des Moines Menace (USL2)                                                                   | 4–2     | Minneapolis City SC (NPSL)           | West Des Moines, Iowa   |  |
| 7:00 p. m. CDT      | - Maximiliano Galizzi 38' - William De Jesus Rodrigues 57' - Alessandro Salvadego 68', 78' | Reporte | - Lionel Vang 20' - Loïc Mesanvi 61' | Estadio: Valley Stadium |  |

| 23 de marzo de 2022 | Tulsa Athletic (NPSL)                                           | 3–0     | Azteca FC (LQ) | Tulsa, Oklahoma                     |  |
| 7:00 p. m. CDT      | - Aaron Ugbah 25' - Joseph Garcia 72' (pen.) - Ruben Torres 75' | Reporte | Cesar Meza 79' | Estadio: Case Soccer Complex at ORU |  |

| 23 de marzo de 2022 | Portland Timbers U23s (USL2)                | 2–1 | Contra Costa FC (LQ)   | Salem, Oregón                |  |
| 7:00 p. m. PDT      | - Thomas Petersen 51' - Eduardo Sanchez 51' |     | Roberto González 90+2' | Estadio: John Chambers Field |  |

| 23 de marzo de 2022 | Las Vegas Legends (NPSL)                                  | 3–2     | Park City Red Wolves SC (USL2)                   | Las Vegas, Nevada                           |  |
| 7:00 p. m. PDT      | - Samuel Aina 10' - Brandon Vargas 34' - Roberto Soto 68' | Reporte | - Leonardo Fuchs 84' - Kevin Jara-Collante 90+2' | Estadio: Peter Johanan Soccer Field at UNLV |  |

| 30 de marzo de 2022 | Lynchburg FC (LQ)                      | 1–3     | Northern Virginia FC (LQ)                                                            | Lynchburg, Virginia             |  |
| 7:30 p. m. EDT      | - Mitch Reed 25' - Bhayle Kearns 90+2' | Reporte | - Luke Campbell 13' - Jean-Philippe Ayolmbong 48' - Jhonny De Souza 85' (pen.) 90+3' | Estadio: Lynchburg City Stadium |  |

| 01 de abril de 2022 | FC Motown (NPSL)    | 1–0     | West Chester United SC (USL2) | Montclair, New Jersey    |  |
| 7:00 p. m. EDT | Ryan Peterson 90+1' | Reporte |                               | Estadio: MSU Soccer Park |  |
| Nota: El partido se jugó originalmente el 22 de marzo y resultó en una victoria por 2-3 para West Chester. FC Motown presentó una protesta, citando un sustitución ilegal realizado por West Chester, y ganó. El primer resultado fue anulado y el partido se tuvo que repetir. |                     |         |                               |                          |  |

## Segunda ronda
Para la segunda ronda los ganadores de la ronda anterior se emparejaron con un equipo de la División II (USLC) o de la División III (MLS Next Pro, NISA o USL1) de manera geográfica. Los equipos de las Divisiones II y III que no fueron emparejeados con los de la ronda anterior se emparejaron juntos, nuevamente geográficamente, evitando cualquier coincidencia de la misma división (por ejemplo, no II vs II o III vs III).
El sorteo de la Segunda Ronda se celebró el 11 de febrero; Las fechas y horarios de los partidos se anunciaron el 28 de febrero.
| 05 de abril de 2022 | Charlotte Independence (USL1)      | 2–4     | North Carolina Fusion U23 (USL2)                                           | Charlotte, Carolina del Norte                                |  |
| 7:00 p. m. EDT      | - Dutey 14' - Páez 41' - Mbuyu 70' | Reporte | - Luis Neto 37' - João da Silva 51' - Marriott 88' - William Lorentz 90+5' | Estadio: American Legion Memorial Stadium Árbitro: John Rush |  |

| 05 de abril de 2022 | Pittsburgh Riverhounds SC (USLC) | 2–0     | Maryland Bobcats FC (NISA) | Pittsburgh, Pensilvania                            |  |
| 7:00 p. m. EDT      | - Sims 37', 55'                  | Reporte |                            | Estadio: Highmark Stadium Árbitro: Samuel Reynolds |  |

| 05 de abril de 2022 | Indy Eleven (USLC) | 0–2     | St. Louis City SC 2 (MLSNP)  | Indianápolis, Indiana                              |  |
| 7:30 p. m. EDT      |                    | Reporte | - Armstrong 18' - Kuzain 72' | Estadio: Carroll Stadium Árbitro: Carlos Rodriguez |  |

| 05 de abril de 2022 | Detroit City FC (USLC)        | 3–0     | Michigan Stars FC (NISA) | Hamtramck, Míchigan                                |  |
| 7:30 p. m. EDT      | - Rutz 45' - Lewis 45+2', 63' | Reporte |                          | Estadio: Keyworth Stadium Árbitro: Conlan Campbell |  |

| 05 de abril de 2022 | Tampa Bay Rowdies (USLC)                                       | 6–0     | The Villages SC (USL2) | San Petersburgo, Florida                        |  |
| 7:30 p. m. EDT      | - Mkosana 12', 20', 53' - Scarlett 36' - LaCava 63' - Wyke 72' | Reporte |                        | Estadio: Al Lang Stadium Árbitro: Alex Billeter |  |

| 05 de abril de 2022 | Union Omaha (USL1)                       | 2–1     | Des Moines Menace (USL2) | Omaha, Nebraska                               |  |
| 7:30 p. m. CDT      | - Scearce 19' - Alfeu Bertini 81' (o.g.) | Reporte | - Hertzog 14'            | Estadio: Morrison Stadium Árbitro: TJ Bartels |  |

| 05 de abril de 2022 | FC Tulsa (USLC)            | 2–1     | Tulsa Athletic (NPSL)   | Tulsa, Oklahoma                               |  |
| 7:30 p. m. CDT      | - Brown 5' - Rodríguez 19' | Reporte | - Billy Nzojyibwami 77' | Estadio: ONEOK Field Árbitro: Mathew Corrigan |  |

| 05 de abril de 2022 | San Antonio FC (USLC)             | 3–1     | D'Feeters Kicks Soccer Club (LQ)     | San Antonio, Texas                          |  |
| 7:30 p. m. CDT      | - Sakshaug 53', 57' - Maloney 54' | Reporte | - Sebastian Mendez 62' - Ramirez 83' | Estadio: Toyota Field Árbitro: Elton Garcia |  |

| 05 de abril de 2022 | New Mexico United (USLC)                                                  | 5–0     | Las Vegas Legends (NPSL) | Albuquerque, Nuevo México                                                         |  |
| 7:30 p. m. MDT      | - Wehan 7' (pen.) - Kiesewetter 17', 86' (pen.) - Ovouka 40' - Sainté 47' | Reporte | - Guzman 82'             | Estadio: University of Nuevo Mexico Soccer Complex Árbitro: Cuauhtemoc Delgadillo |  |

| 05 de abril de 2022 | Central Valley Fuego FC (USL1)           | 4–1     | El Paso Locomotive FC (USLC)    | Clovis, California                                                      |  |
| 7:30 p. m. PDT      | - Bijev 4', 44' - Smith 15' - Chaney 62' | Reporte | - John-Brown 58' - Calvillo 90' | Estadio: Lamonica Stadium at Clovis High School Árbitro: Michael Zapata |  |

| 05 de abril de 2022 | Orange County SC (USLC)                                            | 5–2     | Los Angeles Force (NISA)      | Irvine, California                                           |  |
| 7:30 p. m. PDT      | - Pedersen 24' - Iloski 31' - Okoli 33' - Kuningas 53' - Henry 69' | Reporte | - Goñi 37' - Clayton Torr 90' | Estadio: Championship Soccer Stadium Árbitro: Joseph Salinas |  |

| 06 de abril de 2022 | FC Motown (NPSL)         | 1–0 (t. s.) | AC Syracuse Pulse (NISA) | Montclair, New Jersey                                          |  |
| 7:00 p. m. EDT      | Federico de Oliveira 96' | Reporte     |                          | Estadio: MSU Soccer Park at Pittser Field Árbitro: Luis Arroyo |  |

| 06 de abril de 2022 | Miami FC (USLC)                           | 3–0     | Miami United FC (NPSL) | University Park, Florida                        |  |
| 7:00 p. m. EDT      | Murphy 12' (pen.) · Reid 30' · Parkes 82' | Reporte |                        | Estadio: FIU Soccer Stadium Árbitro: Anya Voigt |  |

| 06 de abril de 2022 | North Carolina FC (USL1) | 1–2     | Rio Grande Valley FC Toros (USLC) | Cary, Carolina del Norte                        |  |
| 7:00 p. m. EDT      | Servania 45'             | Reporte | López 54' · Nodarse 79'           | Estadio: WakeMed Soccer Park Árbitro: John Rush |  |

| 06 de abril de 2022 | Western Mass Pioneers (USL2) | 0–1 (t. s.) | Flower City Union (NISA)               | Ludlow, Massachusetts                            |  |
| 7:30 p. m. EDT      |                              | Reporte     | Fernandes 94' · Marcus Micheletti 110' | Estadio: Lusitano Stadium Árbitro: Jeremy Scheer |  |

| 06 de abril de 2022 | Louisville City FC (USLC) | 1–0     | Chattanooga Red Wolves SC (USL1) | Louisville, Kentucky                                 |  |
| 7:30 p. m. EDT      | Harris 75'                | Reporte |                                  | Estadio: Lynn Family Stadium Árbitro: Nabil Bensalah |  |

| 06 de abril de 2022 | Northern Virginia FC (LQ) | 0–1     | Richmond Kickers (USL1) | Leesburg, Virginia                                                  |  |
| 8:00 p. m. EDT      |                           | Reporte | Olsen 34'               | Estadio: Virginia Revolution Sportsplex Árbitro: Nicholas Karnovsky |  |

| 06 de abril de 2022 | Forward Madison FC (USL1)               | 3–0     | Cleveland SC (NPSL) | Madison, Wisconsin                                   |  |
| 7:00 p. m. CDT      | Sukow 37' · Murillo 45+1' · Bartman 68' | Reporte |                     | Estadio: Breese Stevens Field Árbitro: Calin Radosav |  |

| 06 de abril de 2022                                             | Colorado Springs Switchbacks FC (USLC) | 0–1 (t. s.) | Northern Colorado Hailstorm FC (USL1) | Colorado Springs, Colorado                      |  |
| 7:00 p. m. MDT                                                  | Hodge 90+6', 103'                      | Reporte     | Parra 27' · Jerry Desdunes 96'        | Estadio: Weidner Field Árbitro: Laura Rodriguez |  |
| Nota: Primer juego competitivo y gol para el norte de Colorado. |                                        |             |                                       |                                                 |  |

| 06 de abril de 2022 | FC Tucson (USL1)                          | 3–2     | Las Vegas Lights FC (USLC)  | Tucson, Arizona                                     |  |
| 7:30 p. m. MST      | Crull 45' · Romero 71' (o.g.) · Allen 77' | Reporte | Traore 66' · Crisostomo 80' | Estadio: Kino North Stadium Árbitro: Benjamin Davis |  |

| 06 de abril de 2022 | Phoenix Rising FC (USLC) | 1–0 (t. s.) | Valley United FC (NISA) | Chandler, Arizona                                     |  |
| 7:30 p. m. MST      | Repetto 115'             | Reporte     | Contreras 81'           | Estadio: Wild Horse Pass Stadium Árbitro: Dejan Susak |  |

| 06 de abril de 2022 | Albion San Diego (NISA)         | 1–2     | San Diego Loyal SC (USLC)     | San Diego, California                             |  |
| 7:30 p. m. PDT      | Malango 65' · Jacob Haupt 90+2' | Reporte | Conway 45' · Taylor Crull 89' | Estadio: Canyon Crest Academy Árbitro: Saul Rojas |  |

| 06 de abril de 2022 | Bay Cities FC (NISA)                  | 2–1     | Monterey Bay FC (USLC) | San Jose, California                        |  |
| 7:30 p. m. PDT      | Rei Dorwart 55' · Edson Cardona 90+1' | Reporte | Crawford 87'           | Estadio: PayPal Park Árbitro: Turan Özdemir |  |

| 07 de abril de 2022                              | Charleston Battery (USLC) | 0–1     | South Georgia Tormenta FC (USL1) | Mount Pleasant,California del Sur      |  |
| 11:00 a. m. EDT                                  |                           | Reporte | Bosua 61'                        | Estadio: Patriots Point Soccer Complex |  |
| Nota: Moved from April 6 due to extreme weather. |                           |         |                                  |                                        |  |

| 07 de abril de 2022 | Rochester New York FC (MLSNP) | 1–0     | Lansdowne Yonkers FC (NAC) | Brighton, Nueva York                                       |  |
| 4:00 p. m. EDT      | Rayo 45+5'                    | Reporte |                            | Estadio: John L. DiMarco Field at Monroe Community College |  |

| 07 de abril de 2022 | Chattanooga FC (NISA)                            | 3–1     | Memphis 901 FC (USLC) | Chattanooga, Tennessee  |  |
| 7:00 p. m. EDT      | - Alex McGrath 1' - Ward 29' - Taylor Gray 45+3' | Reporte | Seagrist 39'          | Estadio: Finley Stadium |  |

| 07 de abril de 2022 | Greenville Triumph SC (USL1) | 2–0     | Oakland Roots SC (USLC) | Greenville, Carolina del Sur        |  |
| 7:00 p. m. EDT      | - Keegan 29' - Smart 90+4'   | Reporte |                         | Estadio: Legacy Early College Field |  |

| 07 de abril de 2022 | Hartford Athletic (USLC)                | 3–1     | Oyster Bay United FC (LQ) | Hartford, Connecticut           |  |
| 7:00 p. m. EDT      | - Johnson 49' - Prpa 70' - Saydee 90+2' | Reporte | Junior Rosero 59' (pen.)  | Estadio: Trinity Health Stadium |  |

| 07 de abril de 2022 | Birmingham Legion FC (USLC)         | 3–1     | Southern States SC (NPSL) | Tuscaloosa, Alabama             |  |
| 7:00 p. m. CDT      | - Kasim 48' - Lapa 62' - Marlon 63' | Reporte | Mason Walsh 73'           | Estadio: Alabama Soccer Stadium |  |

| 07 de abril de 2022 | California United Strikers FC (NISA)                                                        | 5–0     | San Fernando Valley FC (LQ) | Irvine, California                   |  |
| 7:30 p. m. PDT      | - Marcus Lee 4' - Anthony López-Carrillo 15', 78' - Aydan Bowers 31' - Guilherme Farias 71' | Reporte |                             | Estadio: Championship Soccer Stadium |  |

| 07 de abril de 2022 | Sacramento Republic FC (USLC)                                          | 6–0     | Portland Timbers U23s (USL2) | Sacramento, California     |  |
| 7:30 p. m. PDT      | - Lacroix 13', 35' - Viader 22' - LaGrassa 26' - López 30' - Lewis 41' | Reporte |                              | Estadio: Heart Health Park |  |

## Tercera ronda
Los ganadores de la segunda ronda y los nuevos participantes del torneo se agruparon geográficamente en grupos de cuatro (12 grupos) o seis (ocho grupos), dependiendo de la distribución de equipos después de la segunda ronda. Los equipos de la División I (MLS) que ingresaron al torneo se distribuyeron entre los grupos de la manera más uniforme posible (grupos de cuatro: cinco grupos con dos y siete grupos con un equipo de la MLS; grupos de seis: un grupo con tres y siete grupos con dos equipos de la MLS). Todos los equipos de la MLS se enfrentaron a un equipo de división inferior. La selección aleatoria de cada grupo determinó los cruces. Los casos en los que no existía ajuste geográfico al crear grupos se resolvieron mediante selección aleatoria.
| Equipo 1             | Resultado    | Equipo 2                    |
| -------------------- | ------------ | --------------------------- |
| Miami F. C.          | 0–1          | Inter de Miami              |
| Flower City Union    | 0–3          | D.C. United                 |
| Detroit City         | 2–1          | Columbus Crew               |
| F. C. Cincinnati     | 2–0 (t. s.)  | Pittsburgh Riverhounds      |
| Birmingham Legion    | 0–2          | South Georgia Tormenta      |
| Chicago Fire         | 2–2          | Union Omaha                 |
| F. C. Dallas         | 2–1          | F. C. Tulsa                 |
| Houston Dynamo       | 2–1          | RGV FC Toros                |
| F. C. Tucson         | 1–2          | California United Strikers  |
| San Jose Earthquakes | 5–0          | Bay Cities                  |
| Los Angeles Galaxy   | 1–0          | San Diego Loyal             |
| Rochester Rhinos     | 2–2 (4–3 p.) | Motown                      |
| Richmond Kickers     | 1–0 (t. s.)  | Carolina Dynamo             |
| Hartford Athletic    | 1–2          | New York Red Bulls          |
| Orlando City         | 2–1          | Tampa Bay Rowdies           |
| Greenville Triumph   | 1–2 (t. s.)  | Charlotte F. C.             |
| Forward Madison      | 0–2          | Minnesota United            |
| Atlanta United       | 6–0          | Chattanooga                 |
| Louisville City      | 0–0 (9–8 p.) | St. Louis City SC 2         |
| San Antonio F. C.    | 2–1 (t. s.)  | Austin F. C.                |
| Real Salt Lake       | 0–1          | Northern Colorado Hailstorm |
| Phoenix Rising       | 2–1          | New Mexico United           |
| Sacramento Republic  | 2–1          | Central Valley Fuego        |
| Los Angeles F. C.    | 5–1          | Orange County               |

## Cuarta ronda
Los ganadores de la tercera ronda y los nuevos participantes del torneo se agruparon geográficamente en grupos de cuatro (ocho grupos). Cada grupo tenía uno de los equipos de la MLS entrando en esta ronda. La selección aleatoria de cada grupo determinó los cruces. Los casos en los que no existía ajuste geográfico al crear grupos se resolvieron mediante selección aleatoria. El sorteo de la cuarta ronda se realizó el 21 de abril.
| Equipo 1                   | Resultado     | Equipo 2                    |
| -------------------------- | ------------- | --------------------------- |
| Orlando City               | 2–1           | Philadelphia Union          |
| D.C. United                | 0–3           | New York Red Bulls          |
| Detroit City               | 1–1 (2–4 p.)  | Louisville City             |
| Inter de Miami             | 3–1           | South Georgia Tormenta      |
| Sporting Kansas City       | 4–2 (t. s.)   | F. C. Dallas                |
| Los Angeles F. C.          | 2–0           | Portland Timbers            |
| Richmond Kickers           | 1–5           | Charlotte F. C.             |
| New York City              | 3–1           | Rochester Rhinos            |
| New England Revolution     | 5–1           | F. C. Cincinnati            |
| Nashville S. C.            | 3–2 (t. s.)   | Atlanta United              |
| Union Omaha                | 2–0           | Northern Colorado Hailstorm |
| Houston Dynamo             | 1–0           | San Antonio F. C.           |
| Seattle Sounders           | 0–0 (9–10 p.) | San Jose Earthquakes        |
| Sacramento Republic        | 2–0           | Phoenix Rising              |
| California United Strikers | 2–3           | Los Angeles Galaxy          |
| Minnesota United           | 2–1           | Colorado Rapids             |

## Fase final

### Cuadro de desarrollo
|  | Octavos de final       | Octavos de final     |                      |       | Cuartos de final  | Cuartos de final  |  |  | Semifinales | Semifinales |  |  | Final           | Final           |
|  | 25 de mayo             | 25 de mayo           |                      |       | 21 al 29 de junio | 21 al 29 de junio |  |  | 27 de julio | 27 de julio |  |  | 7 de septiembre | 7 de septiembre |
|  |                        |                      |                      |       |                   |                   |  |  |             |             |  |  |                 |                 |
|  |                        |                      |                      |       |                   |                   |  |  |             |             |  |  |                 |                 |
|  |                        |                      |                      |       |                   |                   |  |  |             |             |  |  |                 |                 |
|  | Orlando City           | 1 (4)                |                      |       |                   |                   |  |  |             |             |  |  |                 |                 |
|  | Orlando City           | 1 (4)                |                      |       |                   |                   |  |  |             |             |  |  |                 |                 |
|  | Inter de Miami         | 1 (2)                |                      |       |                   |                   |  |  |             |             |  |  |                 |                 |
|  | Inter de Miami         | 1 (2)                | Orlando City         | 1 (6) |                   |                   |  |  |             |             |  |  |                 |                 |
|  |                        |                      |                      | 1 (6) |                   |                   |  |  |             |             |  |  |                 |                 |
|  |                        | Nashville S. C.      | 1 (5)                |       |                   |                   |  |  |             |             |  |  |                 |                 |
|  | Louisville City        | Nashville S. C.      | 1 (5)                | 1     |                   |                   |  |  |             |             |  |  |                 |                 |
|  | Louisville City        |                      |                      | 1     |                   |                   |  |  |             |             |  |  |                 |                 |
|  | Nashville S. C.        | 2                    |                      |       |                   |                   |  |  |             |             |  |  |                 |                 |
|  | Nashville S. C.        | 2                    | Orlando City         | 5     |                   |                   |  |  |             |             |  |  |                 |                 |
|  |                        |                      |                      | 5     |                   |                   |  |  |             |             |  |  |                 |                 |
|  |                        | New York Red Bulls   | 1                    |       |                   |                   |  |  |             |             |  |  |                 |                 |
|  | New York Red Bulls     | New York Red Bulls   | 1                    | 3     |                   |                   |  |  |             |             |  |  |                 |                 |
|  | New York Red Bulls     |                      |                      | 3     |                   |                   |  |  |             |             |  |  |                 |                 |
|  | Charlotte F. C.        | 1                    |                      |       |                   |                   |  |  |             |             |  |  |                 |                 |
|  | Charlotte F. C.        | 1                    | New York Red Bulls   | 3     |                   |                   |  |  |             |             |  |  |                 |                 |
|  |                        |                      |                      | 3     |                   |                   |  |  |             |             |  |  |                 |                 |
|  |                        | New York City        | 0                    |       |                   |                   |  |  |             |             |  |  |                 |                 |
|  | New York City          | New York City        | 0                    | 1     |                   |                   |  |  |             |             |  |  |                 |                 |
|  | New York City          |                      |                      | 1     |                   |                   |  |  |             |             |  |  |                 |                 |
|  | New England Revolution | 0                    |                      |       |                   |                   |  |  |             |             |  |  |                 |                 |
|  | New England Revolution | 0                    | Orlando City         | 3     |                   |                   |  |  |             |             |  |  |                 |                 |
|  |                        |                      |                      | 3     |                   |                   |  |  |             |             |  |  |                 |                 |
|  |                        | Sacramento Republic  | 0                    |       |                   |                   |  |  |             |             |  |  |                 |                 |
|  | Los Angeles Galaxy     | Sacramento Republic  | 0                    | 3     |                   |                   |  |  |             |             |  |  |                 |                 |
|  | Los Angeles Galaxy     |                      |                      | 3     |                   |                   |  |  |             |             |  |  |                 |                 |
|  | Los Angeles F. C.      | 1                    |                      |       |                   |                   |  |  |             |             |  |  |                 |                 |
|  | Los Angeles F. C.      | 1                    | Los Angeles Galaxy   | 1     |                   |                   |  |  |             |             |  |  |                 |                 |
|  |                        |                      |                      | 1     |                   |                   |  |  |             |             |  |  |                 |                 |
|  |                        | Sacramento Republic  | 2                    |       |                   |                   |  |  |             |             |  |  |                 |                 |
|  | Sacramento Republic    | Sacramento Republic  | 2                    | 2     |                   |                   |  |  |             |             |  |  |                 |                 |
|  | Sacramento Republic    |                      |                      | 2     |                   |                   |  |  |             |             |  |  |                 |                 |
|  | San Jose Earthquakes   | 0                    |                      |       |                   |                   |  |  |             |             |  |  |                 |                 |
|  | San Jose Earthquakes   | 0                    | Sacramento Republic  | 0 (5) |                   |                   |  |  |             |             |  |  |                 |                 |
|  |                        |                      |                      | 0 (5) |                   |                   |  |  |             |             |  |  |                 |                 |
|  |                        | Sporting Kansas City | 0 (4)                |       |                   |                   |  |  |             |             |  |  |                 |                 |
|  | Sporting Kansas City   | Sporting Kansas City | 0 (4)                | 2     |                   |                   |  |  |             |             |  |  |                 |                 |
|  | Sporting Kansas City   |                      |                      | 2     |                   |                   |  |  |             |             |  |  |                 |                 |
|  | Houston Dynamo         | 1                    |                      |       |                   |                   |  |  |             |             |  |  |                 |                 |
|  | Houston Dynamo         | 1                    | Sporting Kansas City | 6     |                   |                   |  |  |             |             |  |  |                 |                 |
|  |                        |                      |                      | 6     |                   |                   |  |  |             |             |  |  |                 |                 |
|  |                        | Union Omaha          | 0                    |       |                   |                   |  |  |             |             |  |  |                 |                 |
|  | Minnesota United       | Union Omaha          | 0                    | 1     |                   |                   |  |  |             |             |  |  |                 |                 |
|  | Minnesota United       |                      |                      | 1     |                   |                   |  |  |             |             |  |  |                 |                 |
|  | Union Omaha            | 2                    |                      |       |                   |                   |  |  |             |             |  |  |                 |                 |
|  | Union Omaha            | 2                    |                      |       |                   |                   |  |  |             |             |  |  |                 |                 |

### Octavos de final
| 25 de mayo | Orlando City                       | 1–1 (t. s.)(4–2 p.)        | Inter de Miami                       | Exploria Stadium, Orlando                                  |                                                            |
| 19:00 EDT  | Torres 97'                         | Reporte                    | Mota 94'                             | Asistencia: 11 509 espectadores Árbitro(s): Kevin Broadley | Asistencia: 11 509 espectadores Árbitro(s): Kevin Broadley |
|            |                                    | Tiros desde el punto penal |                                      |                                                            |                                                            |
|            | - Kara - Jansson - Perea - Pereyra |                            | - Campana - Duke - Yedlin - Lassiter |                                                            |                                                            |

| 25 de mayo | Louisville City | 1–2     | Nashville S. C.          | Lynn Family Stadium, Louisville                          |                                                          |
| 19:00 EDT  | Ownby 37'       | Reporte | - Loba 39' - Mukhtar 89' | Asistencia: 8638 espectadores Árbitro(s): Eric Tatersall | Asistencia: 8638 espectadores Árbitro(s): Eric Tatersall |

| 25 de mayo | Minnesota United | 1–2     | Union Omaha                  | Allianz Field, Saint Paul |                          |
| 19:00 EDT  | Hunou 6'         | Reporte | - Kametani 45+1' - Brito 51' | Árbitro(s): Elton García  | Árbitro(s): Elton García |

| 25 de mayo | Sporting Kansas City    | 2–1     | Houston Dynamo | Children's Mercy Park, Kansas City                        |                                                           |
| 19:30 EDT  | Russell 52', 73' (pen.) | Reporte | Baird 41'      | Asistencia: 14 913 espectadores Árbitro(s): Calin Radosav | Asistencia: 14 913 espectadores Árbitro(s): Calin Radosav |

| 25 de mayo | Los Angeles Galaxy                          | 3–1     | Los Angeles F. C. | Dignity Health Sports Park, Carson                         |                                                            |
| 19:30 EDT  | - Cabral 51' - Hernández 57' - Joveljić 81' | Reporte | Hollingshead 85'  | Asistencia: 24 174 espectadores Árbitro(s): Brandon Stevis | Asistencia: 24 174 espectadores Árbitro(s): Brandon Stevis |

| 25 de mayo | Sacramento Republic           | 2–0     | San Jose Earthquakes | Heart Health Park, Sacramento                               |                                                             |
| 19:30 EDT  | - Luis Felipe 28' - López 83' | Reporte |                      | Asistencia: 11 569 espectadores Árbitro(s): Elijio Arreguin | Asistencia: 11 569 espectadores Árbitro(s): Elijio Arreguin |

| 25 de mayo | New York City | 1–0     | New England Revolution | Belson Stadium, Nueva York                            |                                                       |
| 19:30 EDT  | Rodríguez 94' | Reporte |                        | Asistencia: 1200 espectadores Árbitro(s): Luis Arroyo | Asistencia: 1200 espectadores Árbitro(s): Luis Arroyo |

| 25 de mayo | New York Red Bulls                       | 3–1     | Charlotte F. C. | MSU Soccer Park, Montclair                                  |                                                             |
| 20:00 EDT  | - Klimala 2' - Nealis 63' - Barlow 90+2' | Reporte | Ríos 8'         | Asistencia: 3500 espectadores Árbitro(s): Ernie Constantine | Asistencia: 3500 espectadores Árbitro(s): Ernie Constantine |

### Cuartos de final
| 21 de junio | Los Angeles Galaxy | 1–2     | Sacramento Republic          | Dignity Health Sports Park, Carson                       |                                                          |
| 19:30 EDT   | Donovan 18' (a.g.) | Reporte | - López 4' - Luis Felipe 70' | Asistencia: 12 315 espectadores Árbitro(s): Malik Badawi | Asistencia: 12 315 espectadores Árbitro(s): Malik Badawi |

| 22 de junio | New York Red Bulls                             | 3–0     | New York City | Red Bull Arena, Harrison                                      |                                                               |
| 19:00 EDT   | - Morgan 52' - Luquinhas 70' - Fernández 90+1' | Reporte |               | Asistencia: 12 575 espectadores Árbitro(s): Ernie Constantine | Asistencia: 12 575 espectadores Árbitro(s): Ernie Constantine |

| 22 de junio | Sporting Kansas City                                            | 6–0     | Union Omaha | Children's Mercy Park, Kansas City                         |                                                            |
| 19:30 EDT   | - Sallói 10', 53' - Ford 37' - Shelton 56' - Hernández 66', 81' | Reporte |             | Asistencia: 18 552 espectadores Árbitro(s): Brandon Stevis | Asistencia: 18 552 espectadores Árbitro(s): Brandon Stevis |

| 29 de junio | Orlando City                                              | 1–1 (t. s.)(6–5 p.)        | Nashville S. C.                                             | Exploria Stadium, Orlando                                |                                                          |
| 19:00 EDT   | Schlegel 90+4'                                            | Reporte                    | Mukhtar 52'                                                 | Asistencia: 11 940 espectadores Árbitro(s): Mark Allatin | Asistencia: 11 940 espectadores Árbitro(s): Mark Allatin |
|             |                                                           | Tiros desde el punto penal |                                                             |                                                          |                                                          |
|             | - Kara - Jansson - Perea - Smith - Pato - Carlos - Torres |                            | - Muyl - Loba - Maher - Zimmerman - Zubak - Romney - Miller |                                                          |                                                          |

### Semifinales
| 27 de julio | Orlando City                                                | 5–1     | New York Red Bulls | Exploria Stadium, Orlando                                |                                                          |
| 19:30 EDT   | - Araújo 45+5', 62' - Pereyra 47' - Torres 75' - Michel 83' | Reporte | Morgan 45+1'       | Asistencia: 11 612 espectadores Árbitro(s): Víctor Rivas | Asistencia: 11 612 espectadores Árbitro(s): Víctor Rivas |

| 27 de julio | Sacramento Republic                               | 0–0 (t. s.)(5–4 p.)        | Sporting Kansas City                          | Heart Health Park, Sacramento                             |                                                           |
| 19:30 EDT   |                                                   | Reporte                    |                                               | Asistencia: 11 569 espectadores Árbitro(s): Allen Chapman | Asistencia: 11 569 espectadores Árbitro(s): Allen Chapman |
|             |                                                   | Tiros desde el punto penal |                                               |                                                           |                                                           |
|             | - Viader - Fernandes - Archimède - Foster - López |                            | - Russell - Sallói - Agada - Hernández - Zusi |                                                           |                                                           |

### Final
| 7 de septiembre | Orlando City                            | 3–0     | Sacramento Republic | Exploria Stadium, Orlando                                |                                                          |
| 20:00 EDT       | - Torres 75', 80' (pen.) - Michel 90+6' | Reporte |                     | Asistencia: 25 527 espectadores Árbitro(s): Ramy Touchan | Asistencia: 25 527 espectadores Árbitro(s): Ramy Touchan |

|                                  |
| Bandera de Florida               |
| Campeón Orlando City 1.er título |